# Withius congicus
Withius congicus es una especie de arácnido del orden Pseudoscorpionida de la familia Withiidae.

## Distribución geográfica
Se encuentra en República Democrática del Congo, Tanzania y Kenia.